# 勐养河
勐养河，是位于中华人民共和国云南省西双版纳傣族自治州景洪市北部的一条河流，为澜沧江左岸支流。发源于景洪市基诺山基诺族乡曼坡山南麓，蜿蜒向西北流，经勐养镇及纳蚌村、大河边村等地，最后于萝卜山北麓汇入澜沧江。河长47.2千米，流域面积599.4平方千米，落差758米，河道平均比降8.2‰。勐养河流经西双版纳国家级自然保护区勐养片区，片区南缘、勐养河支流南木养河一带建有三岔河森林公园，也称野象谷，是中国境内唯一对公众开放、可近距离观看野生亚洲象的地方。